# Tân Minh, Tràng Định
Tân Minh là một xã thuộc huyện Tràng Định, tỉnh Lạng Sơn, Việt Nam.
Xã Tân Minh có diện tích 58,47 km², dân số năm 1999 là 1.452 người, mật độ dân số đạt 25 người/km².
Theo thống kê năm 2019, xã Tân Minh có diện tích 58,47 km², dân số là 1.332 người, mật độ dân số đạt 23 người/km².